# Massime delfiche
Le massime delfiche sono un insieme di 147 aforismi ritrovati inscritti fra le rovine dell'antica città di Delfi. Originariamente la tradizione riteneva che tali precetti fossero stati donati agli uomini dal dio greco Apollo per il tramite dell'Oracolo di Delfi, cioè la sacerdotessa Pizia. Lo studioso del V secolo, Stobeo, li attribuì in seguito ai Sette saggi della Grecia. Gli studiosi contemporanei, tuttavia, sostengono che la loro paternità originale è incerta e che "molto probabilmente erano proverbi popolari, che in seguito sarebbero stati attribuiti a saggi particolari." Forse la più famosa di queste massime è "Conosci te stesso", che, secondo il viaggiatore e geografo Pausania, si trovava inciso nel pronao del Tempio di Apollo a Delfi.

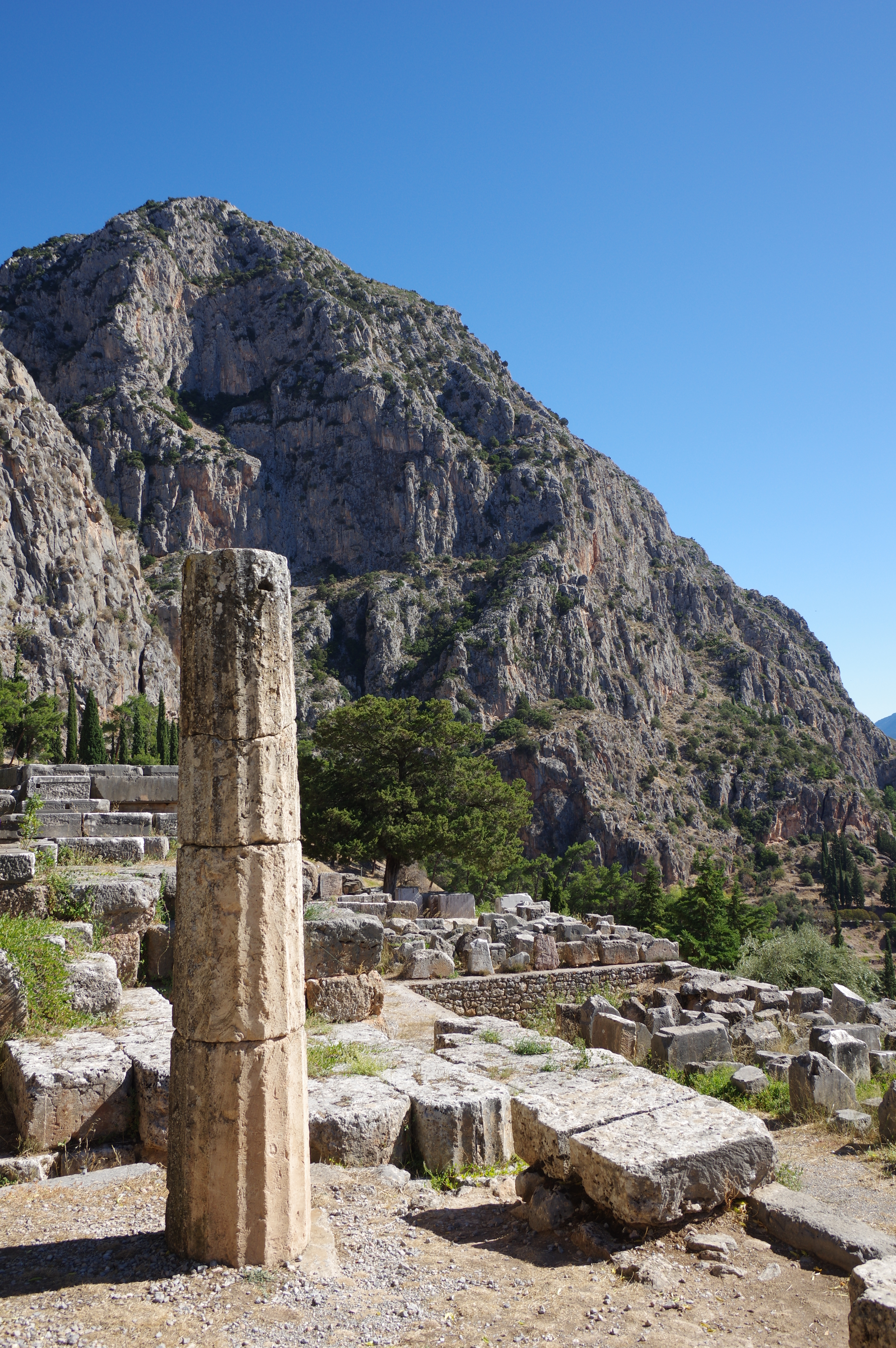
Tempio di Apollo a Delfi, dove secondo la leggenda, il dio avrebbe consegnato alla Pizia i precetti religiosi, le Massime Delfiche.

L'ordine specifico e la formulazione di ogni massima diverse versioni (e traduzioni) del testo.

## L'iscrizione di Ai-Khanoum
Nelle rovine della città ellenistica di Ai-Khanum (ex Regno greco-battriano e moderno Afghanistan), su un Heroon (monumento funerario) identificato come tomba di Kineas (Κινέας, descritto anche come l'ecista - οἰκιστής, fondatore - dell'insediamento greco) e datato al 300-250 a.C., è stata trovata un'iscrizione che riporta parte delle massime delfiche (precetti dal n° 143 al 147):
Greco antico
παῖς ὢν κόσμιος γίνου,
ἡβῶν ἐγκρατής,
μέσος δίκαιος,
πρεσβύτης εὔβουλος,
τελευτῶν ἄλυπος.
Italiano
Da fanciullo comportati bene,
da giovane (sii) controllato,
nell'età di mezzo giusto,
da anziano prudente,
alla fine della vita sereno.
I precetti furono dati da un greco di nome Klearchos (Κλέαρχος), il quale potrebbe essere identificato con Clearco di Soli, il discepolo di Aristotele e che, secondo la stessa iscrizione, li aveva copiati da Delfi:
Greco antico
ἀνδρῶν τοι σοφὰ ταῦτα παλαιοτέρων ἀνάκει[τα]ι
ῥήματα ἀριγνώτων Πυθοὶ ἐν ἠγαθέαι·
ἔνθεν ταῦτ[α] Κλέαρχος ἐπιφραδέως ἀναγράψας
εἵσατο τηλαυγῆ Κινέου ἐν τεμένει.
Italiano
Questi detti sapienti di uomini illustri d’un tempo
sono consacrati nella santissima Pito,
donde Clearco, avendole trascritte fedelmente,
(le trasferì e) le collocò, brillanti lontano, nel santuario di Cinea.
La relazione tra Kineas e Klearchos incarna la doppia natura di questa fondazione civica. Kineas fondò la città nel tardo quarto secolo, ma tre generazioni dopo Klearchos le diede il suo atto costitutivo intraprendendo la sua missione a Delfi. I due completavano le diverse parti di una tradizionale storia di fondazione greca, con Kineas che fondava la città e riceveva il culto e Klearchos che forniva la connessione pseudo-oracolare con Delfi. Klearchos potrebbe essere stato membro di una famiglia importante, forse persino un discendente di Kineas.

## Le 147 Massime Delfiche
| 147 Massime Delfiche | 147 Massime Delfiche         | 147 Massime Delfiche                                  |
| nº                   | Greco antico                 | Italiano                                              |
| -------------------- | ---------------------------- | ----------------------------------------------------- |
| 001.                 | Ἕπου θεῷ                     | Segui il Dio                                          |
| 002.                 | Νόμῳ πείθου                  | Obbedisci alla legge                                  |
| 003.                 | Θεοὺς σέβου                  | Onora gli Dèi                                         |
| 004.                 | Γονεῖς αἰδοῦ                 | Rispetta i tuoi genitori                              |
| 005.                 | Ἡττῶ ὑπὸ δικαίου             | Sii sopraffatto dalla giustizia                       |
| 006.                 | Γνῶθι μαθών                  | Riconosci ciò che hai imparato                        |
| 007.                 | Ἀκούσας νόει                 | Comprendi ciò che hai sentito                         |
| 008.                 | Σαυτὸν ἴσθι                  | Conosci te stesso                                     |
| 009.                 | Γαμεῖν μέλλε                 | Pianifica di sposarti                                 |
| 010.                 | Καιρὸν γνῶθι                 | Riconosci il momento opportuno                        |
| 011.                 | Φρόνει θνητά                 | Pensa come un mortale                                 |
| 012.                 | Ξένος ὢν ἴσθι                | Se sei straniero, comportati come tale                |
| 013.                 | Ἑστίαν τίμα                  | Onora la tua casa                                     |
| 014.                 | Ἄρχε σεαυτοῦ                 | Abbi il controllo di te stesso                        |
| 015.                 | Φίλοις βοήθει                | Aiuta i tuoi amici                                    |
| 016.                 | Θυμοῦ κράτει                 | Domina la rabbia                                      |
| 017.                 | Φρόνησιν ἄσκει               | Pratica la prudenza                                   |
| 018.                 | Πρόνοιαν τίμα                | Onora la provvidenza                                  |
| 019.                 | Ὅρκῳ μὴ χρῶ                  | Non far uso di giuramenti                             |
| 020.                 | Φιλίαν ἀγάπα                 | Ama l'amicizia                                        |
| 021.                 | Παιδείας ἀντέχου             | Sii legato alla disciplina                            |
| 022.                 | Δόξαν δίωκε                  | Persegui l'onore                                      |
| 023.                 | Σοφίαν ζήλου                 | Desidera saggezza                                     |
| 024.                 | Καλὸν εὖ λέγε                | Parla bene dell'uomo buono                            |
| 025.                 | Ψέγε μηδένα                  | Non biasimare nessuno                                 |
| 026.                 | Ἐπαίνει ἀρετήν               | Loda la virtù                                         |
| 027.                 | Πρᾶττε δίκαια                | Pratica ciò che è giusto                              |
| 028.                 | Φίλοις εὐνόει                | Sii gentile con gli amici                             |
| 029.                 | Ἐχθροὺς ἀμύνου               | Difenditi dai nemici                                  |
| 030.                 | Εὐγένειαν ἄσκει              | Esercita la nobiltà d'animo                           |
| 031.                 | Κακίας ἀπέχου                | Evita il male                                         |
| 032.                 | Κοινὸς γίνου                 | Sii imparziale                                        |
| 033.                 | Ἴδια φύλαττε                 | Custodisci ciò che è tuo                              |
| 034.                 | Αλλοτρίων ἀπέχου             | Stai lontano dalle cose altrui                        |
| 035.                 | Ἄκουε πάντα                  | Ascolta tutto                                         |
| 036.                 | Εὔφημος ἴσθι                 | Sii in silenzio (religioso)                           |
| 037.                 | Φίλῳ χαρίζου                 | Fai un favore ad un amico                             |
| 038.                 | Μηδὲν ἄγαν                   | Niente in eccesso                                     |
| 039.                 | Χρόνου φείδου                | Usa il tempo con parsimonia                           |
| 040.                 | Ὅρα τὸ μέλλον                | Osserva il futuro                                     |
| 041.                 | Ὕβριν μίσει                  | Disprezza l'arroganza                                 |
| 042.                 | Ἱκέτας αἰδοῦ                 | Abbi rispetto per i supplici                          |
| 043.                 | Πᾶσιν ἁρμόζου                | Adattati a tutto                                      |
| 044.                 | Υἱοὺς παίδευε                | Educa i tuoi figli                                    |
| 045.                 | Ἔχων χαρίζου                 | Possedendo, dona                                      |
| 046.                 | Δόλον φοβοῦ                  | Temi l'inganno                                        |
| 047.                 | Εὐλόγει πάντας               | Parla bene di tutti                                   |
| 048.                 | Φιλόσοφος γίνου              | Sii un amante della sapienza                          |
| 049.                 | Ὅσια κρῖνε                   | Preferisci ciò che è sacro                            |
| 050.                 | Γνοὺς πρᾶττε                 | Agisci quando sei consapevole                         |
| 051.                 | Φόνου ἀπέχου                 | Evita l'omicidio                                      |
| 052.                 | Εὔχου δυνατά                 | Prega per cose possibili                              |
| 053.                 | Σοφοῖς χρῶ                   | Consulta i saggi                                      |
| 054.                 | Ἦθος δοκίμαζε                | Metti alla prova il carattere                         |
| 055.                 | Λαβὼν ἀπόδος                 | Restituisci ciò che ricevi                            |
| 056.                 | Ὑφορῶ μηδένα                 | Non sospettare nessuno                                |
| 057.                 | Τέχνῃ χρῶ                    | Usa le tue capacità                                   |
| 058.                 | Ὃ μέλλεις, δός               | Ciò che intendi fare, fallo                           |
| 059.                 | Εὐεργεσίας τίμα              | Onora la beneficenza                                  |
| 060.                 | Φθόνει μηδενί                | Non invidiare nessuno                                 |
| 061.                 | Φυλακῇ πρόσεχε               | Stai in guardia                                       |
| 062.                 | Ἐλπίδα αἴνει                 | Loda la speranza                                      |
| 063.                 | Διαβολὴν μίσει               | Disprezza la calunnia                                 |
| 064.                 | Δικαίως κτῶ                  | Guadagna in maniera giusta                            |
| 065.                 | Ἀγαθοὺς τίμα                 | Onora gli uomini buoni                                |
| 066.                 | Κριτὴν γνῶθι                 | Conosci il giudice                                    |
| 067.                 | Γάμους κράτει                | Sostieni i matrimoni                                  |
| 068.                 | Τύχην νόμιζε                 | Riconosci la fortuna                                  |
| 069.                 | Ἐγγύην φεῦγε                 | Evita le promesse                                     |
| 070.                 | Ἁπλῶς διαλέγου               | Parla chiaramente                                     |
| 071.                 | Ὁμοίοις χρῶ                  | Associati con i tuoi pari                             |
| 072.                 | Δαπανῶν ἄρχου                | Controlla le tue spese                                |
| 073.                 | Κτώμενος ἥδου                | Sii felice con quello che hai                         |
| 074.                 | Αἰσχύνην σέβου               | Ammira la vergogna (di chi ammette di aver sbagliato) |
| 075.                 | Χάριν ἐκτέλει                | Restituisci un favore                                 |
| 076.                 | Εὐτυχίαν εὔχου               | Augura la buona sorte                                 |
| 077.                 | Τύχην στέργε                 | Sii contento della fortuna                            |
| 078.                 | Ἀκούων ὅρα                   | Avendo ascoltato, decidi                              |
| 079.                 | Ἐργάζου κτητά                | Compra ciò che puoi permetterti                       |
| 080.                 | Ἔριν μίσει                   | Disprezza il conflitto                                |
| 081.                 | Ὄνειδος ἔχθαιρε              | Detesta l'oltraggio                                   |
| 082.                 | Γλῶτταν ἴσχε                 | Trattieni la lingua                                   |
| 083.                 | Ὕβριν ἀμύνου                 | Proteggiti dall'arroganza                             |
| 084.                 | Κρῖνε δίκαια                 | Riconosci le cose giuste                              |
| 085.                 | Χρῶ χρήμασιν                 | Usa il tuo denaro                                     |
| 086.                 | Ἀδωροδόκητος δίκαζε          | Giudica in modo incorruttibile                        |
| 087.                 | Αἰτιῶ παρόντα                | Accusa colui che è presente                           |
| 088.                 | Λέγε εἰδώς                   | Parla quando sai                                      |
| 089.                 | Βίας μὴ ἔχου                 | Non fare affidamento sulla violenza                   |
| 090.                 | Ἀλύπως βίου                  | Vivi senza rammarico                                  |
| 091.                 | Ὁμίλει πρᾴως                 | Confrontati con gli altri in modo gentile             |
| 092.                 | Πέρας ἐπιτέλει μὴ ἀποδειλιῶν | Giungi al termine senza avere paura                   |
| 093.                 | Φιλοφρόνει πᾶσιν             | Tratta tutti con gentilezza                           |
| 094.                 | Υἱοῖς μὴ καταρῶ              | Non maledire i tuoi figli                             |
| 095.                 | Γυναικὸς ἄρχε                | Comanda su tua moglie                                 |
| 096.                 | Σεαυτὸν εὖ ποίει             | Fai del bene a te stesso                              |
| 097.                 | Εὐπροσήγορος γίνου           | Sii cortese                                           |
| 098.                 | Ἀποκρίνου ἐν καιρῷ           | Fai una scelta al momento opportuno                   |
| 099.                 | Πόνει μετ’ εὐκλείας          | Lotta con gloria                                      |
| 100.                 | Πρᾶττε ἀμετανοήτως           | Agisci senza pentirti                                 |
| 101.                 | Ἁμαρτάνων μετανόει           | Se sbagli, pentiti                                    |
| 102.                 | Ὀφθαλμοῦ κράτει              | Controlla l'occhio                                    |
| 103.                 | Βουλεύου χρόνῳ               | Prendi una decisione per tempo                        |
| 104.                 | Πρᾶττε συντόμως              | Agisci prontamente                                    |
| 105.                 | Φιλίαν φύλαττε               | Proteggi l'amicizia                                   |
| 106.                 | Εὐγνώμων γίνου               | Sii grato                                             |
| 107.                 | Ὁμόνοιαν δίωκε               | Persegui l'armonia                                    |
| 108.                 | Ἄρρητον κρύπτε               | Mantieni il segreto                                   |
| 109.                 | Τὸ κρατοῦν φοβοῦ             | Temi il potere                                        |
| 110.                 | Τὸ συμφέρον θηρῶ             | Persegui ciò che è utile                              |
| 111.                 | Καιρὸν προσδέχου             | Accetta ciò che è opportuno                           |
| 112.                 | Ἔχθρας διάλυε                | Poni fine alle inimicizie                             |
| 113.                 | Γῆρας προσδέχου              | Accetta la vecchiaia                                  |
| 114.                 | Ἐπὶ ῥώμῃ μὴ καυχῶ            | Non vantarti della tua forza                          |
| 115.                 | Εὐφημίαν ἄσκει               | Pratica il silenzio (religioso)                       |
| 116.                 | Ἀπέχθειαν φεῦγε              | Rifuggi l'odio                                        |
| 117.                 | Πλούτει δικαίως              | Acquisisci la ricchezza in modo giusto                |
| 118.                 | Δόξαν μὴ λεῖπε               | Non abbandonare l'onore                               |
| 119.                 | Κακίαν μίσει                 | Disprezza il male                                     |
| 120.                 | Κινδύνευε φρονίμως           | Affronta il pericolo in modo prudente                 |
| 121.                 | Μανθάνων μὴ κάμνε            | Non ti stancare di imparare                           |
| 122.                 | Φειδόμενος μὴ λεῖπε          | Non smettere di essere parsimonioso                   |
| 123.                 | Χρησμοὺς θαύμαζε             | Ammira gli oracoli                                    |
| 124.                 | Οὓς τρέφεις, ἀγάπα           | Ama coloro che cresci                                 |
| 125.                 | Ἀπόντι μὴ μάχου              | Non opporti a qualcuno assente                        |
| 126.                 | Πρεσβύτερον αἰδοῦ            | Rispetta i più anziani                                |
| 127.                 | Νεώτερον δίδασκε             | Insegna ai più giovani                                |
| 128.                 | Πλούτῳ ἀπίστει               | Non fidarti della ricchezza                           |
| 129.                 | Σεαυτὸν αἰδοῦ                | Rispetta te stesso                                    |
| 130.                 | Μὴ ἄρχε ὑβρίζειν             | Non iniziare ad essere insolente                      |
| 131.                 | Προγόνους στεφάνου           | Incorona i tuoi antenati                              |
| 132.                 | Θνῆσκε ὑπὲρ πατρίδος         | Muori per il tuo paese                                |
| 133                  | Τῷ βίῳ μὴ ἄχθου              | Non essere scontento della vita                       |
| 134.                 | Ἐπὶ νεκρῷ μὴ γέλα            | Non prenderti gioco della morte                       |
| 135.                 | Ἀτυχοῦντι συνάχθου           | Simpatizza con gli sfortunati                         |
| 136.                 | Χαρίζου ἀβλαβῶς              | Gratifica senza danno                                 |
| 137.                 | Μὴ ἐπὶ παντὶ λυποῦ           | Non essere addolorato per nessuno                     |
| 138.                 | Ἐξ εὐγενῶν γέννα             | Fai figli da persone nobili                           |
| 139.                 | Ἐπαγγέλλου μηδενί            | Non fare promesse a nessuno                           |
| 140.                 | Φθιμένους μὴ ἀδίκει          | Non offendere i morti                                 |
| 141.                 | Εὖ πάσχε ὡς θνητός           | Sii felice come un mortale                            |
| 142.                 | Τύχῃ μὴ πίστευε              | Non confidare nella fortuna                           |
| 143.                 | Παῖς ὢν κόσμιος ἴσθι         | Da bambino, impara le buone maniere                   |
| 144.                 | Ἡβῶν ἐγκρατής                | Da ragazzo, impara a controllare le passioni          |
| 145.                 | Μέσος δίκαιος                | Da adulto, sii giusto                                 |
| 146.                 | Πρεσβύτης εὔλογος            | Da anziano, dai buoni consigli                        |
| 147.                 | Τελευτῶν ἄλυπος              | Quando stai per morire, sii senza rimpianti           |